# 335-я штурмовая авиационная дивизия
335-я штурмовая авиационная Витебская ордена Ленина Краснознамённая ордена Суворова дивизия (335-я шад) — соединение Военно-Воздушных сил (ВВС) Вооружённых Сил РККА штурмовой авиации, принимавшее участие в боевых действиях Великой Отечественной войны.

## Наименования дивизии

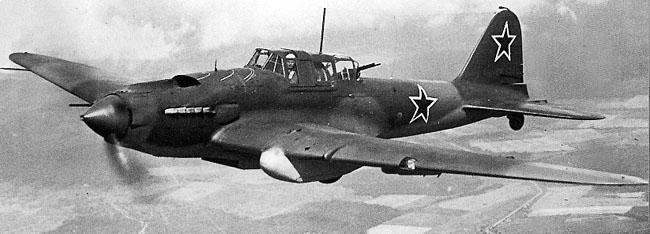
Ил-2

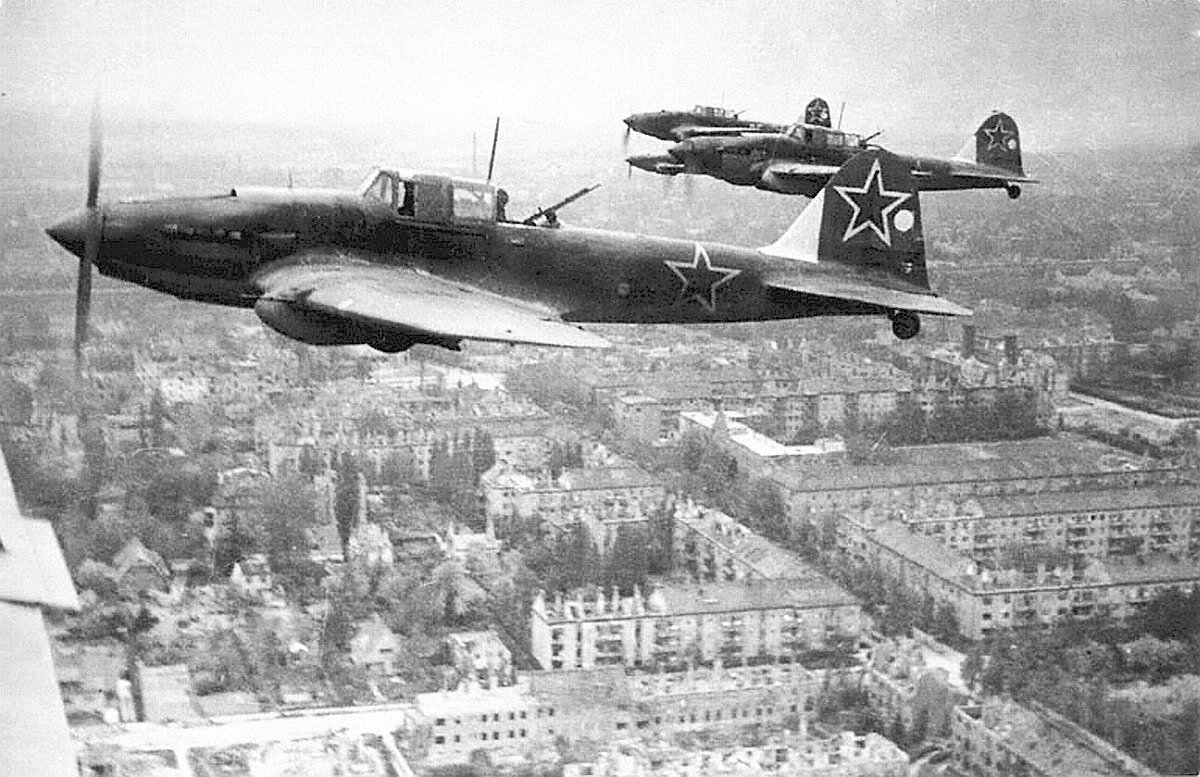
Звено Ил-2 м над Берлином в 1945 году

- 335-я штурмовая авиационная дивизия;
- 335-я штурмовая авиационная Витебская дивизия;
- 335-я штурмовая авиационная Витебская Краснознамённая дивизия;
- 335-я штурмовая авиационная Витебская ордена Ленина Краснознамённая дивизия;
- 335-я штурмовая авиационная Витебская ордена Ленина Краснознамённая ордена Суворова дивизия;
- Полевая почта 19001.

## Создание дивизии
335-я штурмовая авиационная дивизия сформирована Приказом НКО СССР 24 октября 1943 года выделением из состава 211-й штурмовой авиационной дивизии в составе 3-й воздушной армии 1-го Прибалтийского фронта.

## Расформирование дивизии
335-я штурмовая авиационная Витебская ордена Ленина Краснознамённая ордена Суворова дивизия 1 апреля 1946 года была расформирована в составе 13-й воздушной армии Ленинградского военного округа.

## В действующей армии
В составе действующей армии:
- с 12 ноября 1943 года по 9 мая 1945 года.

## Командир дивизии
| Звание                           | Имя                          | Период                  | Примечание |
| -------------------------------- | ---------------------------- | ----------------------- | ---------- |
| Полковник, Генерал-майор авиации | Александров Сергей Сергеевич | 24.10.1943 — 01.06.1946 |            |

## В составе объединений
| Дата          | Фронт (округ)                                  | Армия                | Примечания |
| ------------- | ---------------------------------------------- | -------------------- | ---------- |
| 12.11.1943 г. | 1-й Прибалтийский фронт                        | 3-я воздушная армия  | -          |
| 24.02.1945 г. | 3-й Белорусский фронт Земландская группа войск | 3-я воздушная армия  | -          |
| 05.05.1945 г. | Ленинградский фронт                            | 3-я воздушная армия  | -          |
| 09.05.1945 г. | Ленинградский фронт                            | 3-я воздушная армия  | -          |
| 24.07.1945 г. | Ленинградский военный округ                    | 3-я воздушная армия  | -          |
| 31.12.1945 г. | Прибалтийский военный округ                    | 15-я воздушная армия | -          |
| 01.04.1946 г. | Прибалтийский военный округ                    | 15-я воздушная армия | -          |

## Части и отдельные подразделения дивизии
За весь период своего существования боевой состав дивизии не претерпевал изменения:
| Период                  | Наименование                               | Вооружение                       |
| ----------------------- | ------------------------------------------ | -------------------------------- |
| 01.08.1944 — 01.12.1945 | 6-й гвардейский штурмовой авиационный полк | Ил-2, передан в состав 211-й шад |
| 12.11.1943 — 01.05.1944 | 639-й штурмовой авиационный полк           | Ил-2, передан в состав 189-й шад |
| 12.11.1943 — 01.04.1946 | 683-й штурмовой авиационный полк           | Ил-2, Ил-10, расформирован       |
| 12.11.1943 — 01.04.1946 | 826-й штурмовой авиационный полк           | Ил-2, Ил-10, расформирован       |
| 24.10.1943 — 01.04.1946 | 330-я отдельная рота связи                 |                                  |

## Участие в операциях и битвах
- Городокская операция[4] — с 13 декабря 1943 года по 31 декабря 1943 года.
- Белорусская операция «Багратион»[4] — с 23 июня 1944 года по 29 августа 1944 года.
  - Витебско-Оршанская операция[4] — с 23 июня 1944 года.
  - Полоцкая наступательная операция[4] — с 29 июня 1944 года по 4 июля 1944 года.
  - Шяуляйская операция[4] — с 5 июля 1944 года по 31 июля 1944 года.
- Прибалтийская операция[4] — с 14 сентября 1944 года по 24 ноября 1944 года.
  - Рижская операция[4] — с 14 сентября 1944 года по 22 октября 1944 года.
  - Мемельская операция[4] — с 5 октября 1944 года по 22 октября 1944 года.
- Восточно-Прусская операция[4] — с 13 января 1945 года по 25 апреля 1945 года.
  - Инстербургско-Кёнигсбергская операция[4] — с 13 января 1945 года по 27 января 1945 года.
  - Кёнигсбергская операция[4] — с 6 апреля 1945 года по 9 апреля 1945 года.
  - Земландская операция[4] — с 13 апреля 1945 года по 25 апреля 1945 года.
- Блокада и ликвидация Курляндской группировки[4] — с 5 мая 1945 года по 9 мая 1945 года.

## Почётные наименования
- 335-й штурмовой авиационной дивизии за прорыв сильной, глубоко эшелонированной обороны Витебского укреплённого района немцев 10 июля 1944 года присвоено почётное наименование «Витебская»[6].
- 826-му штурмовому авиационному полку за прорыв сильной, глубоко эшелонированной обороны Витебского укреплённого района немцев 10 июля 1944 года присвоено почётное наименование «Витебский»[6].
- 683-му штурмовому авиационному полку за отличие в боях при овладении городом и важным железнодорожным узлом Полоцк — мощным укрепленным районом обороны немцев, прикрывающим направление на Двинск приказом ВГК от 4 июля 1944 года присвоено почётное наименование «Полоцкий»[7].

## Награды

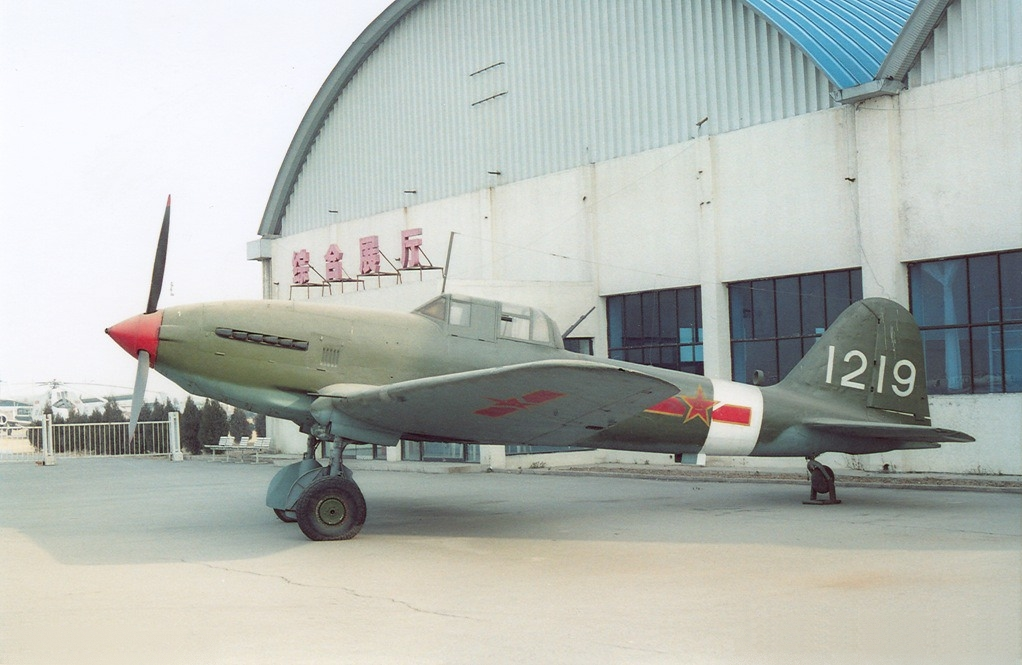
Ил-10 в музее Китая

- 335-я штурмовая авиационная Витебская дивизия за образцовое выполнение заданий командования в боях с немецкими захватчиками за овладение городом Паневежис (Поневеж) и проявленные при этом доблесть и мужество Указом Президиума Верховного Совета СССР от 9 августа 1944 года награждена орденом «Красного Знамени»[8].
- 335-я штурмовая авиационная Витебская Краснознамённая дивизия за образцовое выполнение заданий командования в боях с немецкими захватчиками при прорыве обороны противника северо-западнее и юго-западнее Шауляй (Шавли) и проявленные при этом доблесть и мужество Указом Президиума Верховного Совета СССР от 31 октября 1944 года награждена орденом «Суворова II степени»[8].
- 335-я штурмовая авиационная Витебская Краснознамённая ордена Суворова дивизия за образцовое выполнение заданий командования Указом Президиума Верховного Совета СССР № 343 от 25 апреля 1945 года награждена орденом «Ленина».
- 6-й гвардейский штурмовой авиационный Московский Краснознамённый ордена Суворова полк за образцовое выполнение заданий командования в боях с немецкими захватчикам при овладении городом и крепостью Кёнигсберг и проявленные при этом доблесть и мужество Указом Президиума Верховного Совета СССР от 17 мая 1945 года награждён орденом Ленина[9].
- 683-й штурмовой авиационный Полоцкий полк за образцовое выполнение заданий командования в боях с немецкими захватчикам при прорыве обороны противника юго-восточнее города Рига и проявленные при этом доблесть и мужество Указом Президиума Верховного Совета СССР от 22 октября 1944 года награждён орденом «Суворова III степени»[8].
- 683-й штурмовой авиационный Полоцкий ордена Суворова полк за образцовое выполнение заданий командования в боях с немецкими захватчикам при овладении городом и крепостью Кёнигсберг и проявленные при этом доблесть и мужество Указом Президиума Верховного Совета СССР от 17 мая 1945 года награждён орденом «Красного Знамени»[9].
- 826-й штурмовой авиационный Витебский полк за образцовое выполнение заданий командования в боях с немецкими захватчикам при прорыве обороны противника юго-восточнее города Рига и проявленные при этом доблесть и мужество Указом Президиума Верховного Совета СССР от 22 октября 1944 года награждён орденом «Кутузова III степени»[8].
- 826-й штурмовой Витебский ордена Кутузова авиационный полк за образцовое выполнение заданий командования в боях с немецкими захватчикам при овладении городом и крепостью Кёнигсберг и проявленные при этом доблесть и мужество Указом Президиума Верховного Совета СССР от 17 мая 1945 года награждён орденом «Суворова III степени»[9].

## Благодарности Верховного Главнокомандующего
Воинам дивизии объявлены благодарности Верховного Главнокомандующего:
- За прорыв сильной, глубоко эшелонированной обороны Витебского укреплённого района немцев[10].
- За отличие в боях при овладении городом Паневежис (Поневеж) — важным опорным пунктом обороны немцев, прикрывающим основные пути из Прибалтики в Восточную Пруссию[11].
- За отличие в боях при овладении городом Елгава (Митава) — основным узлом коммуникаций, связывающим Прибалтику с Восточной Пруссией[12].
- За прорыв глубоко эшелонированной обороны противника юго-восточнее города Рига, овладении важными опорными пунктами обороны немцев — Бауска, Иецава, Вецмуйжа и на реке Западная Двина — Яунелгава и Текава, а также занятии более 2000 других населённых пунктов[13].
- За прорыв обороны противника северо-западнее и юго-западнее города Шауляй (Шавли) и овладении важными опорными пунктами обороны немцев Телыпай, Плунгяны, Мажейкяй, Тришкяй, Тиркшляй, Седа, Ворни, Кельмы, а также овладении более 2000 других населённых пунктов[14].
- За отличие в боях при овладении городом Хайлигенбайль — последним опорным пунктом обороны немцев на побережье залива Фриш-Гаф, юго-западнее Кёнигсберга[15].
- За отличие в боях при разгроме и завершении ликвидации окружённой восточно-прусской группы немецких войск юго-западнее Кёнигсберга[16].
- За отличие в боях при овладении крепостью и главным городом Восточной Пруссии Кёнигсберг — стратегически важным узлом обороны немцев на Балтийском море[17].
- За отличие в боях при овладении последним опорным пунктом обороны немцев на Земландском полуострове городом и крепостью Пиллау — крупным портом и военно-морской базой немцев на Балтийском море[18].

## Отличившиеся воины дивизии

### Дважды Герои Советского Союза
- Павлов Иван Фомич, гвардии капитан, командир эскадрильи 6-го гвардейского штурмового авиационного полка 335-й штурмовой авиационной дивизии Указом Президиума Верховного Совета СССР от 23 февраля 1945 года за образцовое выполнение боевых заданий командования на фронте борьбы с немецко-фашистскими захватчиками и проявленные при этом мужество и героизм присвоено звание Героя Советского Союза со вручением ордена Ленина и медали «Золотая Звезда». Медаль № 4178.

### Герои Советского Союза
| - Андреев Пётр Кузьмич, старший лейтенант, заместитель командира эскадрильи 683-го штурмового авиационного полка 335-й штурмовой авиационной дивизии 3-й воздушной армии Указом Президиума Верховного Совета СССР от 29 июня 1945 года удостоен звания Герой Советского Союза. Золотая Звезда № 6941. - Арефьев Пётр Алексеевич, капитан, командир эскадрильи 826-го штурмового авиационного полка 335-й штурмовой авиационной дивизии 3-й воздушной армии Указом Президиума Верховного Совета СССР от 23 февраля 1945 года удостоен звания Герой Советского Союза. Золотая Звезда № 4184. - Баленко Николай Филиппович, старший лейтенант, командир звена 6-го гвардейского штурмового авиационного полка 335-й штурмовой авиационной дивизии 3-й воздушной армии Указом Президиума Верховного Совета СССР от 18 августа 1945 года удостоен звания Герой Советского Союза. Золотая Звезда № 8707. - Денисов, Георгий Михайлович, майор, заместитель командира 683-го штурмового авиаполка 335-й штурмовой авиационной дивизии 3-й воздушной армии Указом Президиума Верховного Совета СССР от 29 июня 1945 года удостоен звания Героя Советского Союза. - Дьяков Пётр Михайлович, старший лейтенант, заместитель командира эскадрильи 683-го штурмового авиационного полка 335-й штурмовой авиационной дивизии 3-й воздушной армии Указом Президиума Верховного Совета СССР от 18 августа 1945 года удостоен звания Герой Советского Союза. Посмертно. - Заикин Сергей Яковлевич, гвардии лейтенант, командир звена 6-го гвардейского штурмового авиационного полка 335-й штурмовой авиационной дивизии Указом Президиума Верховного Совета СССР от 29 июня 1945 года за образцовое выполнение боевых заданий командования на фронте борьбы с немецко-фашистскими захватчиками и проявленные при этом мужество и героизм присвоено звание Героя Советского Союза со вручением ордена Ленина и медали «Золотая Звезда». Медаль № 8579. - Инасаридзе Георгий Моисеевич, старший лейтенант, штурман эскадрильи 683-го штурмового авиационного полка 335-й штурмовой авиационной дивизии 3-й воздушной армии Указом Президиума Верховного Совета СССР от 18 августа 1945 года удостоен звания Герой Советского Союза. Золотая Звезда № 7973. - Ковальчик Станислав Михайлович, капитан, командир эскадрильи 683-го штурмового авиационного полка 335-й штурмовой авиационной дивизии 3-й воздушной армии Указом Президиума Верховного Совета СССР от 18 августа 1945 года удостоен звания Герой Советского Союза. Золотая Звезда № 7972. - Кузнецов Василий Александрович, гвардии старший лейтенант, командир звена 6-го гвардейского штурмового авиационного полка 335-й штурмовой авиационной дивизии Указом Президиума Верховного Совета СССР от 18 августа 1945 года за образцовое выполнение боевых заданий командования на фронте борьбы с немецко-фашистскими захватчиками и проявленные при этом мужество и героизм присвоено звание Героя Советского Союза со вручением ордена Ленина и медали «Золотая Звезда». Медаль № 8581. - Макаров Николай Григорьевич, майор, командир эскадрильи 826-го штурмового авиационного полка 335-й штурмовой авиационной дивизии 3-й воздушной армии Указом Президиума Верховного Совета СССР от 29 июня 1945 года удостоен звания Герой Советского Союза. Золотая Звезда № 6949. - Машанин Григорий Михайлович, гвардии лейтенант, командир звена 6-го гвардейского штурмового авиационного полка 335-й штурмовой авиационной дивизии Указом Президиума Верховного Совета СССР от 29 июня 1945 года за образцовое выполнение боевых заданий командования на фронте борьбы с немецко-фашистскими захватчиками и проявленные при этом мужество и героизм присвоено звание Героя Советского Союза со вручением ордена Ленина и медали «Золотая Звезда». Медаль № 6934. - Мотков Пётр Иванович, старший лейтенант, заместитель командира эскадрильи 826-го штурмового авиационного полка 335-й штурмовой авиационной дивизии 3-й воздушной армии Указом Президиума Верховного Совета СССР от 18 августа 1945 года удостоен звания Герой Советского Союза. Золотая Звезда № 8692. - Миронов Александр Ильич, старший лейтенант, заместитель командира эскадрильи 826-го штурмового авиационного полка 335-й штурмовой авиационной дивизии 3-й воздушной армии Указом Президиума Верховного Совета СССР от 23 февраля 1945 года удостоен звания Герой Советского Союза. Золотая Звезда № 4172. - Мусиенко Иван Александрович, гвардии майор, командир 6-го гвардейского штурмового авиационного полка 335-й штурмовой авиационной дивизии Указом Президиума Верховного Совета СССР от 18 августа 1945 года за умелое командование частью, мужество и отвагу, проявленные в боях с фашистскими захватчиками присвоено звание Героя Советского Союза со вручением ордена Ленина и медали «Золотая Звезда». Медаль № 8650. - Нечаев Вячеслав Филиппович, гвардии капитан, командир эскадрильи 6-го гвардейского штурмового авиационного полка 335-й штурмовой авиационной дивизии Указом Президиума Верховного Совета СССР от 23 февраля 1945 года за образцовое выполнение боевых заданий командования на фронте борьбы с немецко-фашистскими захватчиками и проявленные при этом мужество и героизм присвоено звание Героя Советского Союза со вручением ордена Ленина и медали «Золотая Звезда». Медаль № 4190. - Павлов Иван Фомич, гвардии старший лейтенант, командир звена 6-го гвардейского штурмового авиационного полка Указом Президиума Верховного Совета СССР от 4 февраля 1944 года за образцовое выполнение боевых заданий командования на фронте борьбы с немецко-фашистскими захватчиками и проявленные при этом мужество и героизм присвоено звание Героя Советского Союза со вручением ордена Ленина и медали «Золотая Звезда». Медаль № 2844. - Падалко Борис Михайлович, капитан, командир эскадрильи 683-го штурмового авиационного полка 335-й штурмовой авиационной дивизии 3-й воздушной армии Указом Президиума Верховного Совета СССР от 18 августа 1945 года удостоен звания Герой Советского Союза. Золотая Звезда № 8683. - Платонов Николай Евтихиевич, лейтенант, командир звена 826-го штурмового авиационного полка 335-й штурмовой авиационной дивизии 3-й воздушной армии Указом Президиума Верховного Совета СССР от 18 августа 1945 года удостоен звания Герой Советского Союза. Золотая Звезда № 8588. - Руднов Аркадий Андреевич, старший лейтенант, командир звена 683-го штурмового авиационного полка 335-й штурмовой авиационной дивизии 3-й воздушной армии Указом Президиума Верховного Совета СССР от 29 июня 1945 года удостоен звания Герой Советского Союза. Золотая Звезда № 5374. - Саломатин Михаил Иванович, лейтенант, командир звена 683-го штурмового авиационного полка 335-й штурмовой авиационной дивизии 3-й воздушной армии Указом Президиума Верховного Совета СССР от 29 июня 1945 года удостоен звания Герой Советского Союза. Золотая Звезда № 7923. - Садчиков Фёдор Ильич, старший лейтенант, заместитель командира эскадрильи 826-го штурмового авиационного полка 335-й штурмовой авиационной дивизии 3-й воздушной армии Указом Президиума Верховного Совета СССР от 23 февраля 1945 года удостоен звания Герой Советского Союза. Золотая Звезда № 4185. - Селягин Иван Николаевич, гвардии старший лейтенант, командир эскадрильи 6-го гвардейского штурмового авиационного полка 335-й штурмовой авиационной дивизии Указом Президиума Верховного Совета СССР от 18 августа 1945 года за образцовое выполнение боевых заданий командования на фронте борьбы с немецко-фашистскими захватчиками и проявленные при этом мужество и героизм присвоено звание Героя Советского Союза со вручением ордена Ленина и медали «Золотая Звезда». Медаль № 8718. - Соловьёв Виталий Ефимович, гвардии старший лейтенант, заместитель командира эскадрильи 6-го гвардейского штурмового авиационного полка 335-й штурмовой авиационной дивизии Указом Президиума Верховного Совета СССР от 18 августа 1945 года за образцовое выполнение боевых заданий командования на фронте борьбы с немецко-фашистскими захватчиками и проявленные при этом мужество и героизм присвоено звание Героя Советского Союза со вручением ордена Ленина и медали «Золотая Звезда». Медаль № 8022. - Смирнов Анатолий Васильевич, гвардии старший лейтенант, заместитель командира эскадрильи 6-го гвардейского штурмового авиационного полка 335-й штурмовой авиационной дивизии Указом Президиума Верховного Совета СССР от 29 июня 1945 года за образцовое выполнение боевых заданий командования на фронте борьбы с немецко-фашистскими захватчиками и проявленные при этом мужество и героизм присвоено звание Героя Советского Союза со вручением ордена Ленина и медали «Золотая Звезда». Медаль № 6960. - Стригунов Василий Степанович, лейтенант, старший лётчик 826-го штурмового авиационного полка 335-й штурмовой авиационной дивизии 3-й воздушной армии Указом Президиума Верховного Совета СССР от 29 июня 1945 года удостоен звания Герой Советского Союза. Золотая Звезда № 6953. - Сухачев Владимир Павлович, старший лейтенант, командир звена 826-го штурмового авиационного полка 335-й штурмовой авиационной дивизии 3-й воздушной армии Указом Президиума Верховного Совета СССР от 29 июня 1945 года удостоен звания Герой Советского Союза. Золотая Звезда № 6345. - Тарасов Дмитрий Васильевич, гвардии старший лейтенант, командир звена 6-го гвардейского штурмового авиационного полка 335-й штурмовой авиационной дивизии Указом Президиума Верховного Совета СССР от 29 июня 1945 года за образцовое выполнение боевых заданий командования на фронте борьбы с немецко-фашистскими захватчиками и проявленные при этом мужество и героизм присвоено звание Героя Советского Союза со вручением ордена Ленина и медали «Золотая Звезда». Медаль № 6958. - Федоричев Николай Филиппович, лейтенант, старший лётчик 683-го штурмового авиационного полка 335-й штурмовой авиационной дивизии 3-й воздушной армии Указом Президиума Верховного Совета СССР от 29 июня 1945 года удостоен звания Герой Советского Союза. Золотая Звезда № 8809. - Шабельников Иван Сергеевич, гвардии старший лейтенант, командир звена 6-го гвардейского штурмового авиационного полка 335-й штурмовой авиационной дивизии Указом Президиума Верховного Совета СССР от 23 февраля 1945 года за образцовое выполнение боевых заданий командования на фронте борьбы с немецко-фашистскими захватчиками и проявленные при этом мужество и героизм присвоено звание Героя Советского Союза со вручением ордена Ленина и медали «Золотая Звезда». Медаль № 4189. - Янковский Степан Григорьевич, гвардии старший лейтенант, заместитель командира эскадрильи 6-го гвардейского штурмового авиационного полка 335-й штурмовой авиационной дивизии Указом Президиума Верховного Совета СССР от 23 февраля 1945 года за образцовое выполнение боевых заданий командования на фронте борьбы с немецко-фашистскими захватчиками и проявленные при этом мужество и героизм присвоено звание Героя Советского Союза со вручением ордена Ленина и медали «Золотая Звезда». Медаль № 4186. |

## Базирование
| Период            | Место базирования         |
| ----------------- | ------------------------- |
| 04.1945 — 05.1945 | Йесау, Восточная Пруссия  |
| 05.1945 — 04.1946 | Лабиау, Восточная Пруссия |

## Итоги боевой деятельности дивизии
| Выполнено боевых вылетов | Уничтожено танков | Уничтожено автомашин | Подавлено батарей ПА |
| ------------------------ | ----------------- | -------------------- | -------------------- |
| 8447                     | 493               | 5127                 | 298                  |

| Проведено воздушных боёв | Сбито самолётов в воздухе | Уничтожено самолётов на земле |
| ------------------------ | ------------------------- | ----------------------------- |
| 80                       | 58                        | 5                             |

Свои потери
| Потери дивизии, экипажей | Сбито экипажей в воздушных боях | Сбито экипажей огнём зенитной артиллерии |
| ------------------------ | ------------------------------- | ---------------------------------------- |
| 83                       | 35                              | 48                                       |

## Книги по истории дивизии
- Александров С. С. Крылатые танки. / Лит. запись Ю.П. Грачёва. — М.: Воениздат, 1971